# لارس نيلسن
لارس نيلسن (بالدنماركية: Lars Nielsen)‏ هو مجدف دنماركي، ولد في 3 نوفمبر 1960 في كوبنهاغن في الدنمارك.

## وصلات خارجية
- لارس نيلسن على موقع الاتحاد الدولي للتجديف (الإنجليزية)
- لارس نيلسن على موقع اللجنة الأولمبية الدولية (الإنجليزية)
- لارس نيلسن على موقع أوليمبيديا (الإنجليزية)